# Масуна
Масуна (Массонас; VI век) — правитель Мавро-Римского царства с 508 по 535 год.

## Биография
Масуна — самый ранний из зарегистрированных правителей Мавро-Римского царства, возникшего в бывшей римской провинции Мавретании Цезарейской после распада Западной Римской империи. В отличие от многих других варварских королевств, простиралось за пределы бывшей Римской империи, охватывая берберские территории, которые никогда не находились под римским контролем. Масуна известен только из надписи на укреплении в Альтаве (современный Улед Мимун), датированной 508 г. н. э., где он называет себя «королем римских и мавританских народов» (лат. Rex gentium Maurorum et Romanorum). Известно, что он владел Альтавой, которая, как предполагается, была столицей из-за её известности при последующих королях, и, по крайней мере, городами Кастра Севериана и Сафар (упоминаются назначенные туда чиновники). Как резиденция церковного диоцеза Кастра Севериана могла быть особенно важной.
Прокопий Кесарийский упоминал правителя мавров «Massonas», который был союзником римлян в Вандальской войне. Предполагается, что в обмен на свою поддержку он получили от Велизария символы признаваемой империей своей власти: серебряную корону, посох из серебра с позолотой, хитон и позолоченные сапоги.
После гибели вандальского королевства и восстановления власти Восточной римской империи над Северной Африкой местные византийские наместники начинали испытывать проблемы с некоторыми местными племенами и царствами мавров. Особенно пострадала провинция Бизацена, где происходили неоднократные вторжения, уничтожение местного гарнизона и смерть его командиров. Преторианский префект Африки Соломон вёл несколько войн и дважды победил мавров, выжившие отступили в Нумидию и объединились с царём Аврасии Иаудой.
Масуна и правивший в пределах бывшей провинции Мавретании Сетифинской союзный римлянам царь мавров Ортайа предложили Соломону преследовать мавров в Нумидии. Однако Соломон не вступал в бой с Иаудой, так как не доверял лояльности своих союзников, и вместо этого построил ряд укрепленных постов вдоль дорог, соединяющих Бизацену с Нумидией.